# 4. Sinfonie (Honegger)
Die Sinfonie Nr. 4 H191 des schweizerischen Komponisten Arthur Honegger ist eine 1946 entstandene Sinfonie mit dem Beinamen Deliciae Basilienses.

## Instrumentation und Satzbezeichnungen
2 Flöten (2. auch Piccoloflöte), Oboe, 2 Klarinetten, Fagott – 2 Hörner, Trompete – Klavier – Becken, Glockenspiel, Tam-Tam, Triangel, Basler Trommel – 1. und 2. Violinen, Violen, Celli und Kontrabässe.
1. Lento e misterioso – Allegro – Lento – Allegro molto tranquillo
2. Larghetto
3. Allegro – Adagio – Allegro

## Musik
Die vierte Sinfonie ist die heiterste und lichteste Auseinandersetzung des Komponisten mit dieser Gattung, immerhin bedeutet der Untertitel der Sinfonie Deliciae Basilienses zu Deutsch Basler Freuden. Nach den Kriegssinfonien Nr. 2 und Nr. 3 versucht Honegger zu einem heiteren Grundton zurückzukehren. Durch die reduzierte Besetzung und kammermusikalische Transparenz verarbeitet Honegger unbekümmerte Erlebnisse und Eindrücke der Nachkriegszeit in Basel. Das Werk erinnert so an eine Friedenssinfonie, was durch Einbeziehung von alten schweizerischen Nationalmelodien die Neutralität der Schweiz ausdrücken soll. Zu Ende des zweiten Satzes zitiert das Solo-Horn ein von Franz Abt vertontes Hebel-Gedicht („Z'Basel, a mim Rhi“), und im dritten Satz beschreibt Honegger in musikalischer Form durch Verwendung des Piccolo und der charakteristischen Basler Trommel einen Fasnachtsmarsch.

## Widmung und Uraufführung
Die vierte Sinfonie ist wie die Zweite Paul Sacher gewidmet, der das Werk zum 20-jährigen Bestehen des Basler Kammerorchesters mit diesem Klangkörper am 21. Januar 1947 in Basel uraufführte.